# Pseudotremia soco
Pseudotremia soco är en mångfotingart som beskrevs av Shear 1972. Pseudotremia soco ingår i släktet Pseudotremia och familjen Cleidogonidae. Inga underarter finns listade i Catalogue of Life.